# Сакраменто Монархс
«Сакраменто Монархс» (англ. Sacramento Monarchs) — американский профессиональный женский баскетбольный клуб, выступавший в Западной конференции Женской национальной баскетбольной ассоциации (ЖНБА). Клуб базировался в городе Сакраменто (штат Калифорния) и являлся одним из восьми клубов-основателей ассоциации. «Сакраменто» стал победителем чемпионата в сезоне 2005 года. Команда выступала в ЖНБА до 2009 года, но из-за отказа финансирования семьёй Малуф 20 ноября того же года была объявлена банкротом и прекратила своё существование 8 декабря. Позднее клуб был расформирован на драфте распределения, который прошёл 14 декабря в формате селекторного совещания.
В 2013 году группа собственников «Сакраменто Кингз», возглавляемая Вивеком Ранадивеем, заявила о желании вернуть «Монархс» в качестве общих арендаторов для новой арены «Голден 1-центр». Это намерение разделял и бывший мэр Сакраменто Кевин Джонсон, который в своё время сам был профессиональным баскетболистом в НБА. Однако все эти намерения так и остались на словах, так как новая арена функционирует с 2016 года, а полномочия Джонсона уже давно закончились.
За время существования клуба в нём выступали такие известные баскетболистки, как Иоланда Гриффит (самый ценный игрок ЖНБА в сезоне 1999 года), Рути Болтон, Тиша Пенишейру, Кара Лоусон, Демайя Уокер, Ребекка Брансон, Танджела Смит и Николь Пауэлл.

## Участия в финалах ЖНБА
Команда «Сакраменто Монархс» принимала участие в двух финальных сериях ЖНБА, одержав победу в одной из них.
| Сезон | Соперник        | Результат | Счёт                | Место проведения                  |
| ----- | --------------- | --------- | ------------------- | --------------------------------- |
| 2005  | Коннектикут Сан | Победа    | 62:59 (3:1 в серии) | АРКО-арена, Сакраменто            |
| 2006  | Детройт Шок     | Поражение | 75:80 (2:3 в серии) | Пэлас оф Оберн-Хиллс, Оберн-Хиллс |

## Протокол сезонов ЖНБА
| Сезон              | Конференция        | Место              | Регулярный чемпионат | Регулярный чемпионат | Регулярный чемпионат | Плей-офф | Тренер                                   | Ссылки                                   |
| Сезон              | Конференция        | Место              | Победы               | Поражения            | Процент              | Плей-офф | Тренер                                   | Ссылки                                   |
| Сакраменто Монархс | Сакраменто Монархс | Сакраменто Монархс | Сакраменто Монархс   | Сакраменто Монархс   | Сакраменто Монархс   | Сакраменто Монархс | Сакраменто Монархс                       | Сакраменто Монархс                       |
| ------------------ | ------------------ | ------------------ | -------------------- | -------------------- | -------------------- | --- | ---------------------------------------- | ---------------------------------------- |
| 1997               | Западная           | 3-е                | 10                   | 18                   | 35,7                 | Не квалифицировалась в плей-офф | Мэри Мерфи (5-10) Хайди ван Дервир (5-8) | [ 6 ]                                    |
| 1998               | Западная           | 4-е                | 8                    | 22                   | 26,7                 | Не квалифицировалась в плей-офф | Хайди ван Дервир                         | [ 7 ]                                    |
| 1999               | Западная           | 3-е                | 19                   | 13                   | 59,4                 | Проиграла в полуфинале конференции «Спаркс» со счётом 58:71                                                                                               | Сонни Аллен                              | [ 8 ]                                    |
| 2000               | Западная           | 3-е                | 21                   | 11                   | 65,6                 | Проиграла в полуфинале конференции «Кометс» со счётом 0:2                                                                                                 | Сонни Аллен                              | [ 9 ]                                    |
| 2001               | Западная           | 2-е                | 20                   | 12                   | 62,5                 | Выиграла в полуфинале конференции у «Старз» со счётом 2:0 Проиграла в финале конференции «Спаркс» со счётом 1:2                                           | Сонни Аллен (6-6) Мора Макхью (14-6)     | [ 10 ]                                   |
| 2002               | Западная           | 6-е                | 14                   | 18                   | 43,8                 | Не квалифицировалась в плей-офф | Мора Макхью                              | [ 11 ]                                   |
| 2003               | Западная           | 3-е                | 19                   | 15                   | 55,9                 | Выиграла в полуфинале конференции у «Кометс» со счётом 2:1 Проиграла в финале конференции «Спаркс» со счётом 1:2                                          | Мора Макхью (7-11) Джон Уизенант (12-4)  | [ 12 ]                                   |
| 2004               | Западная           | 4-е                | 18                   | 16                   | 52,9                 | Выиграла в полуфинале конференции у «Спаркс» со счётом 2:1 Проиграла в финале конференции «Шторм» со счётом 1:2                                           | Джон Уизенант                            | [ 13 ]                                   |
| 2005               | Западная           | 1-е                | 25                   | 9                    | 73,5                 | Выиграла в полуфинале конференции у «Спаркс» со счётом 2:0 Выиграла в финале конференции у «Кометс» со счётом 2:0 Выиграла в финале у «Сан» со счётом 3:1 | Джон Уизенант                            | [ 14 ]                                   |
| 2006               | Западная           | 2-е                | 21                   | 13                   | 61,8                 | Выиграла в полуфинале конференции у «Кометс» со счётом 2:0 Выиграла в финале конференции у «Спаркс» со счётом 2:0 Проиграла в финале «Шок» со счётом 2:3  | Джон Уизенант                            | [ 15 ]                                   |
| 2007               | Западная           | 3-е                | 19                   | 15                   | 55,9                 | Проиграла в полуфинале конференции «Силвер Старз» со счётом 1:2                                                                                           | Дженни Бусек                             | [ 16 ]                                   |
| 2008               | Западная           | 4-е                | 18                   | 16                   | 52,9                 | Проиграла в полуфинале конференции «Силвер Старз» со счётом 1:2                                                                                           | Дженни Бусек                             | [ 17 ]                                   |
| 2009               | Западная           | 6-е                | 12                   | 22                   | 35,3                 | Не квалифицировалась в плей-офф | Дженни Бусек (3-10) Джон Уизенант (9-12) | [ 18 ]                                   |
| Регулярки          | Регулярки          | Регулярки          | 224                  | 200                  | 52,8                 | 2 титула победителя Западной конференции | 2 титула победителя Западной конференции | 2 титула победителя Западной конференции |
| Плей-офф           | Плей-офф           | Плей-офф           | 24                   | 19                   | 55,8                 | 1 титул победителя турнира женской НБА | 1 титул победителя турнира женской НБА   | 1 титул победителя турнира женской НБА   |

## Статистика игроков
| Сезоны | Лучшие игроки команды по пяти главным статистическим показателям | Лучшие игроки команды по пяти главным статистическим показателям | Лучшие игроки команды по пяти главным статистическим показателям | Лучшие игроки команды по пяти главным статистическим показателям | Лучшие игроки команды по пяти главным статистическим показателям | Ссылки |
| Сезоны | PPG                                                              | RPG                                                              | APG                                                              | SPG                                                              | BPG                                                              | Ссылки |
| ------ | ---------------------------------------------------------------- | ---------------------------------------------------------------- | ---------------------------------------------------------------- | ---------------------------------------------------------------- | ---------------------------------------------------------------- | ------ |
| 1997   | Рути Болтон (18,3)                                               | Латаша Байерс (7,1)                                              | Шантель Тремитир (4,6)                                           | Рути Болтон (2,3)                                                | Памела Макги (0,5)                                               | [ 6 ]  |
| 1998   | Латаша Байерс (14,2)                                             | Латаша Байерс (6,6)                                              | Тиша Пенишейру (7,5)[a]                                          | Тиша Пенишейру (2,2)                                             | Танджела Смит (1,6)                                              | [ 7 ]  |
| 1999   | Иоланда Гриффит (18,8)                                           | Иоланда Гриффит (11,3)                                           | Тиша Пенишейру (7,1)                                             | Иоланда Гриффит (2,5)                                            | Иоланда Гриффит (1,9)                                            | [ 8 ]  |
| 2000   | Иоланда Гриффит (16,3)                                           | Иоланда Гриффит (10,3)                                           | Тиша Пенишейру (7,9)                                             | Иоланда Гриффит (2,6)                                            | Иоланда Гриффит (1,9)                                            | [ 9 ]  |
| 2001   | Иоланда Гриффит (16,2)                                           | Иоланда Гриффит (11,2)                                           | Тиша Пенишейру (7,5)                                             | Иоланда Гриффит (2,0)                                            | Танджела Смит (1,7)                                              | [ 10 ] |
| 2002   | Иоланда Гриффит (16,9)                                           | Иоланда Гриффит (8,7)                                            | Тиша Пенишейру (8,0)                                             | Тиша Пенишейру (2,7)                                             | Танджела Смит (1,4)                                              | [ 11 ] |
| 2003   | Иоланда Гриффит (13,8)                                           | Иоланда Гриффит (7,3)                                            | Тиша Пенишейру (6,7)                                             | Тиша Пенишейру (1,8)                                             | Иоланда Гриффит (1,1)                                            | [ 12 ] |
| 2004   | Иоланда Гриффит (14,5)                                           | Иоланда Гриффит (7,2)                                            | Тиша Пенишейру (4,9)                                             | Иоланда Гриффит (2,2)                                            | Иоланда Гриффит (1,2)                                            | [ 13 ] |
| 2005   | Демайя Уокер (14,1)                                              | Иоланда Гриффит (6,6)                                            | Тиша Пенишейру (4,4)                                             | Тиша Пенишейру (1,4)                                             | Иоланда Гриффит (0,9)                                            | [ 14 ] |
| 2006   | Иоланда Гриффит (12,0)                                           | Иоланда Гриффит (6,4)                                            | Тиша Пенишейру (3,4)                                             | Тиша Пенишейру (1,7)                                             | Иоланда Гриффит (0,5)                                            | [ 15 ] |
| 2007   | Николь Пауэлл (12,8)                                             | Ребекка Брансон (8,9)                                            | Тиша Пенишейру (4,5)                                             | Тиша Пенишейру (1,5)                                             | Ребекка Брансон (0,9)                                            | [ 16 ] |
| 2008   | Николь Пауэлл (13,6)                                             | Ребекка Брансон (7,1)                                            | Тиша Пенишейру (5,2)                                             | Тиша Пенишейру (2,0)                                             | Ребекка Брансон (0,7)                                            | [ 17 ] |
| 2009   | Николь Пауэлл (16,7)                                             | Ребекка Брансон (7,0)                                            | Тиша Пенишейру (5,2)                                             | Ребекка Брансон (1,5)                                            | Лора Харпер (0,7)                                                | [ 18 ] |

- a  Жирным шрифтом выделен игрок, который выиграл в этом сезоне ту или иную номинацию.

## Состав в сезоне 2009
| \| Поз. \| № \| Гражд. \| Имя \| Дата рождения (возраст) \| Рост \| Вес \| Звание \| \| ---- \| -- \| ------ \| --------------- \| ------------------------- \| ------ \| ------ \| ------ \| \| З \| 2 \| \| Челси Ньютон \| 17 февраля 1983 (42 года) \| 180 см \| 69 кг \| \| \| Ц \| 3 \| \| Кортни Пэрис \| 21 сентября 1987 (37 лет) \| 193 см \| 113 кг \| \| \| З \| 4 \| \| Кристин Хейни \| 17 июня 1983 (42 года) \| 175 см \| 66 кг \| \| \| З \| 5 \| \| Шоланда Доррелл \| 9 января 1983 (42 года) \| 180 см \| 73 кг \| \| \| Ф \| 9 \| \| Амшету Майга \| 25 апреля 1978 (47 лет) \| 188 см \| 75 кг \| \| \| Ф \| 14 \| \| Николь Пауэлл \| 22 июня 1982 (43 года) \| 188 см \| 77 кг \| \| \| Ф/Ц \| 15 \| \| Лора Харпер \| 11 апреля 1986 (39 лет) \| 196 см \| 84 кг \| \| \| З \| 20 \| \| Кара Лоусон \| 14 февраля 1981 (44 года) \| 175 см \| 68 кг \| \| \| З \| 21 \| \| Тиша Пенишейру \| 18 сентября 1974 (50 лет) \| 180 см \| 66 кг \| \| \| Ф \| 22 \| \| Демайя Уокер \| 28 ноября 1977 (47 лет) \| 190 см \| 86 кг \| \| \| Ф \| 32 \| \| Ребекка Брансон \| 11 декабря 1981 (43 года) \| 188 см \| 82 кг \| \| | Главный тренер - Джон Уизенант Ассистенты тренера - Том Абатемарко - Моник Эмберс - Джилл Джексон - Джимми Дуба Легенда - (К) — Капитан команды Последнее изменение: 10 октября 2009 года |                 |                 |                           |        |        |        |
| Поз. | № | Гражд.          | Имя             | Дата рождения (возраст)   | Рост   | Вес    | Звание |
| З | 2 | Флаг США        | Челси Ньютон    | 17 февраля 1983 (42 года) | 180 см | 69 кг  |        |
| Ц | 3 | Флаг США        | Кортни Пэрис    | 21 сентября 1987 (37 лет) | 193 см | 113 кг |        |
| З | 4 | Флаг США        | Кристин Хейни   | 17 июня 1983 (42 года)    | 175 см | 66 кг  |        |
| З | 5 | Флаг США        | Шоланда Доррелл | 9 января 1983 (42 года)   | 180 см | 73 кг  |        |
| Ф | 9 | Флаг Мали       | Амшету Майга    | 25 апреля 1978 (47 лет)   | 188 см | 75 кг  |        |
| Ф | 14 | Флаг США        | Николь Пауэлл   | 22 июня 1982 (43 года)    | 188 см | 77 кг  |        |
| Ф/Ц | 15 | Флаг США        | Лора Харпер     | 11 апреля 1986 (39 лет)   | 196 см | 84 кг  |        |
| З | 20 | Флаг США        | Кара Лоусон     | 14 февраля 1981 (44 года) | 175 см | 68 кг  |        |
| З | 21 | Флаг Португалии | Тиша Пенишейру  | 18 сентября 1974 (50 лет) | 180 см | 66 кг  |        |
| Ф | 22 | Флаг США        | Демайя Уокер    | 28 ноября 1977 (47 лет)   | 190 см | 86 кг  |        |
| Ф | 32 | Флаг США        | Ребекка Брансон | 11 декабря 1981 (43 года) | 188 см | 82 кг  |        |

## Главные тренеры
| Тренер           | Сезоны          | Победы и поражения (процент) | Победы и поражения (процент) | Ссылки |
| Тренер           | Сезоны          | Регулярка                    | Плей-офф                     | Ссылки |
| ---------------- | --------------- | ---------------------------- | ---------------------------- | ------ |
| Мэри Мерфи       | 1997            | 5-10 (33,3)                  | 0-0 (0,0)                    | [ 19 ] |
| Хайди ван Дервир | 1997—1998       | 13-30 (30,2)                 | 0-0 (0,0)                    | [ 20 ] |
| Сонни Аллен      | 1999—2001       | 46-30 (60,5)                 | 0-3 (0,0)                    | [ 21 ] |
| Мора Макхью      | 2001—2003       | 35-35 (50,0)                 | 3-2 (60,0)                   | [ 22 ] |
| Джон Уизенант    | 2003—2006, 2009 | 85-54 (61,2)                 | 19-10 (65,5)                 | [ 23 ] |
| Дженни Бусек     | 2007—2009       | 40-41 (49,4)                 | 2-4 (33,3)                   | [ 24 ] |
| Всего            |                 | 224-200 (52,8)               | 24-19 (55,8)                 |        |

## Генеральные менеджеры
- Джерри Рейнольдс (1997—2003)
- Джон Уизенант (2003—2009)

## Зал славы женского баскетбола
| Игрок           | Позиция                     | Карьера в команде | Год включения | Ссылки |
| --------------- | --------------------------- | ----------------- | ------------- | ------ |
| Бриджетт Гордон | Лёгкий форвард              | (1997—1998)       | 2007          | [ 25 ] |
| Рути Болтон     | Атакующий защитник          | (1997—2004)       | 2011          | [ 26 ] |
| Памела Макги    | Центровая / Тяжёлый форвард | (1997)            | 2012          | [ 27 ] |
| Иоланда Гриффит | Центровая                   | (1999—2007)       | 2014          | [ 28 ] |
| Кара Уолтерс    | Центровая                   | (2001—2002)       | 2017          | [ 29 ] |
| Тиша Пенишейру  | Разыгрывающий защитник      | (1998—2009)       | 2019          | [ 30 ] |

## Индивидуальные и командные награды
| Награды[b]                  | Игроки, тренеры и сезоны                                  | Ссылки       |
| --------------------------- | --------------------------------------------------------- | ------------ |
| Чемпионка ЖНБА              | 1 (2005)                                                  | [ 4 ] [ 31 ] |
| Финал ЖНБА                  | 2 (2005 и 2006)                                           | [ 4 ] [ 5 ]  |
| Плей-офф ЖНБА               | 9 (1999, 2000, 2001, 2003, 2004, 2005, 2006, 2007 и 2008) |              |
| MVP ЖНБА                    | Иоланда Гриффит (1999)                                    | [ 32 ]       |
| MVP финала ЖНБА             | Иоланда Гриффит (2005)                                    | [ 33 ]       |
| MVP ASG ЖНБА                | Иоланда Гриффит (2004)                                    | [ 34 ]       |
| Лучший игрок обороны        | Иоланда Гриффит (1999)                                    | [ 35 ]       |
| Самый прогрессирующий игрок | Николь Пауэлл (2005), Эрин Перпероглу (2006)              | [ 36 ]       |
| Спортивное поведение        | Эдна Кэмпбелл (2003), Кара Лоусон (2009)                  | [ 37 ]       |
| Лучший шестой игрок         | нет                                                       | [ 38 ]       |
| Лидерские качества          | нет                                                       | [ 39 ]       |
| Лучший новичок              | нет                                                       | [ 40 ]       |
| Лучший тренер               | Джон Уизенант (2005)                                      | [ 41 ]       |

- b  В таблицу включены лишь те призы, которыми награждались игроки за время существования команды.

## Закреплённые номера
| Закреплённые номера | Закреплённые номера | Закреплённые номера  | Закреплённые номера |
| Номер               | Игрок               | Позиция              | Годы                |
| ------------------- | ------------------- | -------------------- | ------------------- |
| 6                   | Рути Болтон         | Атакующий защитник   | (1997—2004)         |
| GM                  | Джерри Рейнольдс[c] | Генеральный менеджер | (1997—2003)         |

- c  За первым генеральным менеджером «Монархс» закреплён номер с надписью «GM», который был вывешен под сводами АРКО-арены в 2004 году.

## Известные игроки
- Шантель Андерсон
- Латаша Байерс
- Касс Бауэр-Билодо
- Синди Блоджетт
- Рути Болтон
- Ребекка Брансон
- Бриджетт Гордон
- Иоланда Гриффит
- Леди Грумс
- Шоланда Доррелл
- Эдна Кэмпбелл
- Кара Лоусон
- Амшету Майга
- Памела Макги
- Челси Ньютон
- Николь Пауэлл
- Тиша Пенишейру
- Эрин Перпероглу
- Кортни Пэрис
- Олимпия Скотт
- Танджела Смит
- Кейт Старбёрд
- Кэти Стединг
- Адриан Уильямс-Стронг
- Демайя Уокер
- Кара Уолтерс
- Кристин Хейни
- Кедра Холланд-Корн

## Участники матчей всех звёзд
| Год  | Участники матчей всех звёзд                                         | Участники матчей всех звёзд                                         |
| Год  | Стартовый состав                                                    | Резервный состав                                                    |
| ---- | ------------------------------------------------------------------- | ------------------------------------------------------------------- |
| 1999 |                                                                     | Рути Болтон, Тиша Пенишейру и Иоланда Гриффит                       |
| 2000 | Тиша Пенишейру                                                      | Иоланда Гриффит                                                     |
| 2001 | Рути Болтон, Тиша Пенишейру и Иоланда Гриффит                       |                                                                     |
| 2002 | Тиша Пенишейру                                                      |                                                                     |
| 2003 |                                                                     | Иоланда Гриффит                                                     |
| 2004 |                                                                     | Иоланда Гриффит                                                     |
| 2005 | Иоланда Гриффит                                                     | Демайя Уокер                                                        |
| 2006 | Иоланда Гриффит                                                     |                                                                     |
| 2007 | Иоланда Гриффит                                                     | Кара Лоусон и Ребекка Брансон                                       |
| 2008 | Игра не состоялась из-за проведения летних Олимпийских игр в Пекине | Игра не состоялась из-за проведения летних Олимпийских игр в Пекине |
| 2009 |                                                                     | Николь Пауэлл                                                       |